# Michel Fessler
 (août 2025).
Le texte peut changer fréquemment, n’est peut-être pas à jour et peut manquer de recul. N’hésitez pas à participer, en veillant à citer vos sources.
Michel Fessler, mort en août 2025 est un scénariste et réalisateur français.

## Biographie
Michel Fessler a signé plusieurs participations en tant que scénariste ou coscénariste pour des longs métrages français comme internationaux et des films d'animation.
Trois films auxquels il a collaboré ont été nommés aux Oscars : Farinelli, Ridicule et La Marche de l'Empereur. Ce dernier a remporté l'Oscar du meilleur documentaire.

## Filmographie
Sauf indication contraire, les informations mentionnées dans cette section peuvent être confirmées par la base de données cinématographiques IMDb,  présente dans la section « Liens externes ».

### Comme scénariste
- 1991 : L'Année de l'éveil de Gérard Corbiau
- 1991 : L'Affût de Yannick Bellon
- 1994 : Farinelli : il castrato de Gérard Corbiau
- 1994 : Bête de scène de Bernard Nissile (court métrage)
- 1996 : À qui tu parles ? (court métrage) de lui-même
- 1995 : Ridicule de Patrice Leconte - collaboration
- 1997 : La Leçon de monsieur Paillasson (court métrage) de lui-même
- 1998 : Hanuman de Frédéric Fougea
- 2001 : T'choupi de Jean-Luc François
- 2001 : Quand tu descendras du ciel d'Eric Guirado
- 2002 : L'Enfant qui voulait être un ours de Jannick Hastrup - compléments de scénario
- 2002 : Au sud des nuages de Jean-François Amiguet
- 2002 : L'Odyssée de l'espèce de Jacques Malaterre (documentaire)
- 2004 : Man to Man de Régis Wargnier
- 2004 : La Marche de l'empereur de Luc Jacquet
- 2004 : Vive mon entreprise de Daniel Losset
- 2005 : Serko de Joël Farges
- 2006 : Le Sacre de l'homme de Jacques Malaterre (documentaire)
- 2007 : Versailles, le rêve d'un roi de Thierry Binisti (téléfilm)
- 2008 : Un barrage contre le Pacifique de Rithy Panh
- 2008 : Ao, le dernier Néandertal de Jacques Malaterre
- 2009 : Louis XV, le soleil noir de Thierry Binisti (téléfilm)
- 2011 : Gibier d'élevage de Rithy Panh (téléfilm)
- 2011 : Alexandra David-Néel - J'irai au pays des neiges de Joël Farges (téléfilm)
- 2012 : Ma bonne étoile d'Anne Fassio
- 2012 : Miniyamba (court métrage d'animation) de Luc Pérez
- 2013 : Run de Philippe Lacôte
- 2014 : African Safari 3D de Ben Stassen
- 2014 : Terre des ours de Guillaume Vincent
- 2014 : Born de Claudio Zulian
- 2015 : Un Juif pour l'exemple de Jacob Berger
- 2017 : Le Portrait interdit de Charles de Meaux
- 2022 : Le Chêne de Laurent Charbonnier et Michel Seydoux (documentaire)
- 2022 : Le Chemin du bonheur de Nicolas Steil
- 2022 : Le Petit Nicolas : Qu'est-ce qu'on attend pour être heureux ? d'Amandine Fredon et Benjamin Massoubre
- 2022 : King of Kings: Chasing Edward Jones de Harriet Marin
- 2023 : Visions de Yann Gozlan
- 2024 : Bambi, l'histoire d'une vie dans les bois de lui-même

### Comme réalisateur
- 1995 : Jean Reverzy, l'homme de passage (documentaire)
- 1996 : À qui tu parles ? (court métrage)
- 1996 : L'Esclavage (court métrage documentaire)
- 1997 : La Leçon de monsieur Paillasson (court métrage)
- 2024 : Bambi, l'histoire d'une vie dans les bois

## Distinction
Sauf indication contraire, les informations mentionnées dans cette section peuvent être confirmées par la base de données cinématographiques IMDb,  présente dans la section « Liens externes ».
- Writers Guild of America Awards 2006 : nomination comme meilleur scénario de film documentaire pour La Marche de l'empereur